# Mohamed Bernou
Mohamed Bernou dit Ahmed, surnommé l'ange noir, né le 17 décembre 1926 à Blida, est un footballeur algérien. Il évoluait au poste de milieu de terrain.

## Biographie

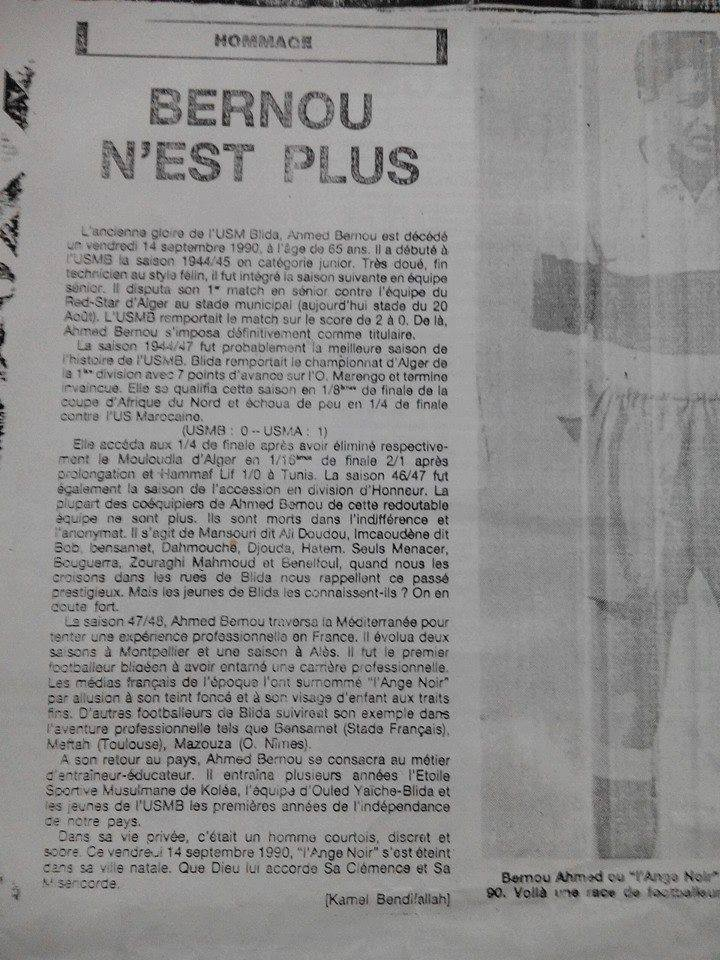
Bernou n'est plus est décédé le 14 septembre 1990 à l'âge de 65 ans.

Il débute comme footballeur à l'USMB (Union Sportive Musulmane Blidéenne) en catégorie minime en 1940-1942. Puis cadet en 1942-1943 et enfin junior en 1943-1945. Il jouera à l'USMB jusqu’en 1948 pour partir en France comme joueur professionnel en signant au SO Montpellier (1948-1951) puis l'Olympique d'Alès (1951-1954)

## Statistiques
| Saison                | Club                  | Championnat             | Championnat | Championnat | Coupe(s) nationale(s) | Coupe(s) nationale(s) | Compétition(s) continentale(s) | Compétition(s) continentale(s) | Compétition(s) continentale(s) | Total | Total |
| Saison                | Club                  | Division                | M.          | B.          | M.                    | B.                    | Comp.                          | M.                             | B.                             | M.    | B.    |
| 1945-1946             | USM Blida             | Division Honneur        | 19          | 1           | 1                     | 0                     | -                              | -                              | -                              | 20    | 1     |
| 1946-1947             | USM Blida             | Première Division       | 20          | +2          | 5                     | 0                     | AFN                            | 2                              | 0                              | 27    | 2     |
| 1947-1948             | USM Blida             | Division Honneur        | 20          | 3           | 1                     | 0                     | -                              | -                              | -                              | 21    | 3     |
| 1948-1949             | SO Montpellier        | Division Nationale      | 15          | 1           | 0                     | 0                     | -                              | -                              | -                              | 15    | 1     |
| 1949-1950             | SO Montpellier        | Division Nationale      | 26          | 3           | -                     | -                     | -                              | -                              | -                              | 26    | 3     |
| 1950-1951             | SO Montpellier        | Division Interrégionale | 21          | 4           | -                     | -                     | -                              | -                              | -                              | 21    | 4     |
| 1951-1952             | Olympique d'Alès      | Division Interrégionale | 20          | 0           | -                     | -                     | -                              | -                              | -                              | 20    | 0     |
| 1952-1953             | Olympique d'Alès      | Division Interrégionale | 24          | 0           | 1                     | 0                     | -                              | -                              | -                              | 25    | 0     |
| 1953-1954             | Olympique d'Alès      | Division Interrégionale | 20          | 1           | -                     | -                     | -                              | -                              | -                              | 20    | 1     |
| Total sur la carrière | Total sur la carrière | Total sur la carrière   | 182         | 14          | 8                     | 0                     | -                              | 2                              | 0                              | 192   | 14    |